# Pro Deutschsprachige Gemeinschaft
Pro Deutschsprachige Gemeinschaft (ProDG) is een regionalistische partij die opkomt voor de Duitstaligen in de Oostkantons in Wallonië in België. De partij zetelt in de gemeenschapsraad van de Duitstalige Gemeenschap te Eupen en heeft sinds 2014 de minister-president van de Duitstalige Gemeenschapsregering: Oliver Paasch, alsook de Minister van Gezondheid en Sociale Aangelegenheden: Lydia Klinkenberg.

## Geschiedenis
In 1971 scheurt de Christliche Wählerunion (CWU) zich af van de Christlich Soziale Partei (CSP). Bij de nationale verkiezingen van hetzelfde jaar haalt unie meteen 20% van de stemmen. Door het succes maken ook politici uit andere partijen dan de CSP de overstap naar de nieuwe partij. Vrij snel wordt de naam omgevormd van CWU tot PDB: de Partei der deutschsprachigen Belgier. De partij zal een belangrijke rol spelen in de eis om meer autonomie voor de Duitstalige Gemeenschap. De PDB onderhoudt contacten met de Vlaamse politiek en in het bijzonder met de Volksunie. Op Europees vlak participeert de PDB aan de oprichting van de Europese Vrije Alliantie (EVA).
Eind de jaren 1980 wordt de PDB in diskrediet gebracht. De partij zou geld hebben aangenomen van de Hermann-Niermann-Stiftung, een organisatie die etnische (vooral Duitstalige) minderheden ondersteunt, vooral in Elzas-Lotharingen, Zuid-Tirol, maar ook in de Oostkantons. In 1987 geeft de PDB toe ook geld te hebben aangenomen van de Niermann-Stiftung. De stichting wordt via een connectie met neonazi Norbert Burger echter in verband gebracht met het rechts-extremisme, wat, althans volgens enkele journalisten, ook de PDB zou linken met laatstgenoemde stroming. Na een proces wegens smaad, opgestart door enkele betrokkenen, en een ontslag als gevolg daarvan, besluit het Duitstalige Gemeenschapsparlement in 1997 een onderzoek in te stellen. De verbinding met extreemrechts valt volgens die commissie niet te bewijzen. De PDB en Lorenz Paasch, PDB-politicus en voorzitter van de Niermann-Stiftung (en vader van huidig partijvoorzitter Oliver), kan niets ten laste worden gelegd.
In 2003 gaat de PDB samen met de PJU, wat staat voor Parteilos - Jugendliche - Unabhängige. Voortaan spreekt men over de PJU-PDB. De PJU is een politieke beweging, ontstaan in de jaren 1990 in de context van het Agustaschandaal en de affaire Dutroux. Aanvankelijk onder de naam Juropa (Jung Europa) streeft men naar een nieuwe politieke cultuur en samenwerking binnen het Euregio-verband. De verkiezingen van 2004 brengen winst voor de nieuw opgerichte coalitie die nu toetreedt tot de regering van minister-president Karl-Heinz Lambertz (SP), verder samengesteld uit leden van de SP en de PFF.
Twee jaar later ziet het er evenwel minder goed uit voor de PJU-PDB: bij de gemeenteraadsverkiezingen verliest de partij haar vertegenwoordiging in de Eupense gemeenteraad. De Duitstalige Gemeenschap beschikt intussen over verregaande autonomie en het lijkt erop dat de voornaamste doelen van de PDB zijn verwezenlijkt. Een vernieuwingsoperatie dringt zich aldus op. Die operatie leidt in 2008 tot een nieuwe naam: ProDG. De partij wordt nu voorgesteld als Die unabhängige Kraft für Ostbelgien. De verkiezingen van 2009 brengen meer succes: de partij wint bijna 6%. ProDG blijft deel uitmaken van de gemeenschapsregering-Lambertz, waarvoor ze twee ministers mag leveren: partijvoorzitter Oliver Paasch en Harald Mollers.
Bij de verkiezingen in mei 2014 behaalt de ProDG een mooie verkiezingsoverwinning door te stijgen van 4 naar 6 zetels in het Duitstalig Gemeenschapsparlement, dat 25 zetels telt. Op deze manier wordt de ProDG de tweede grootste partij, na de christendemocratische CSP. De bestaande coalitie van SP (socialisten), PFF (liberalen) en ProDG (regionalisten), die tussen 2009 en 2014 geregeerd heeft, voelt zich gesterkt door de zetelwinst (ProDG +2 zetels, PFF =, SP -1 zetel) om aan te blijven voor de periode 2014-2019. Aangezien echter de forse groei van de ProDG, werd de minister-president niet meer Karl-Heinz Lambertz van de SP maar de stemmenkampioen van ProDG, Oliver Paasch. Na de verkiezingen van 2019 behield deze coalitie een nipte meerderheid en bleef ProDG de grootste partij. Een regering-Paasch II kon binnen enkele dagen worden gevormd.

## Partijvoorzitters
- 1972-1974 : Klaus Baltus
- 1974-1978: Lorenz Paasch
- 1978-1986: Clemens Drösch
- 1986-1991 : Alfred Keutgen
- 1991-1994 : Rudi Pankert
- 1994-1997: Martin Schröder, Erich Havenith en Dorothea Schwall-Peters
- 1997-2008: Guido Breuer
- 2008-2013: Oliver Paasch
- 2013-2018: Clemens Scholzen
- 2018-2020: Lydia Klinkenberg en Petra Schmitz
- 2020-heden: Liesa Scholzen en Elke Comoth

## Politieke mandaten

### Verleden

#### Overzicht regeringsdeelnames
| Regering              | Minister-president  | Partijen         | Periode    |
| --------------------- | ------------------- | ---------------- | ---------- |
| Regering-Lambertz II  | Karl-Heinz Lambertz | SP, PFF, PJU-PDB | 2004-2009  |
| Regering-Lambertz III | Karl-Heinz Lambertz | SP, PFF, ProDG   | 2009-2014  |
| Regering-Paasch I     | Oliver Paasch       | ProDG, SP, PFF   | 2014-2019  |
| Regering-Paasch II    | Oliver Paasch       | ProDG, SP, PFF   | 2019-2024  |
| Regering-Paasch III   | Oliver Paasch       | ProDG, CSP, PFF  | 2024-heden |

#### Gewezen ministers
De ministers en staatssecretarissen van ProDG van 2004 tot heden zijn/waren:
- Lydia Klinkenberg
- Harald Mollers
- Oliver Paasch

### Heden

#### Regionaal niveau

##### Uitvoerende macht
| Duitstalige Gemeenschapsregering Paasch III | Duitstalige Gemeenschapsregering Paasch III | Duitstalige Gemeenschapsregering Paasch III                |
| Functie                                     | Naam                                        | Bevoegdheid                                                |
| ------------------------------------------- | ------------------------------------------- | ---------------------------------------------------------- |
| Minister-president                          | Oliver Paasch                               | Lokale Besturen, Financiën en Ruimtelijke Ordening         |
| Minister                                    | Lydia Klinkenberg                           | Gezin, Gezondheid en Sociale Aangelegenheden en Gezondheid |

##### Wetgevende macht
De verkozenen in het Parlement van de Duitstalige Gemeenschap zijn:
- Elke Comoth
- Freddy Cremer
- Kathy Elsen
- Ewald Gangolf

- Lisa Göbbels
- José Grommes
- Patrick Laschet
- Liesa Scholzen

#### Lokaal niveau

##### Gemeentelijk niveau
ProDG levert twee burgemeesters:
- Alain Stellmann (Burg-Reuland)
- Daniel Hilligsmann (Kelmis)